# Lysohlávka kubánská
Lysohlávka kubánská (Psilocybe cubensis) je houba z čeledi límcovkovitých, která je známá především pro své psychoaktivní účinky. Je jednou z největších lysohlávek.

## Synonyma
- Stropharia cubensis (límcovka kubánská) F.S. Earle
- Naematoloma caerulescens N. Patouillard
- Stropharia cyanescens W.A. Murrill

## Popis
- Klobouk 1,5–6 cm široký, v mládí kuželovitě zvonovitý, později sklenutý, ploše sklenutý a nakonec plochý. Může a nemusí mít hrbolek. Barvy je v mládí skořicově hnědý, následně od okrajů světlá přes zlatavě hnědou až po žlutou či bílou, střed ale zůstává tmavší.
- Dužina je bělavá, avšak při poranění rychle zbarví do modra. (díky obsahu indolových alkaloidů).
- Lupeny jsou přirostlé až připojené, záhy odsedající, husté, úzké nebo uprostřed mírně zesílené. U mladých plodnic bledě žlutavé až šedavé, později temně purpurově šedé až téměř černé, často skvrnité.
- Třeň je 4–15 cm dlouhý, 0,5–1,5 cm široký. U většiny plodnic se směrem k bázi rozšiřuje. Celkově bělavý, ale může se zabarvit do žlutava.
- Povrch hladký, na vrcholu někdy rýhovaný, suchý. Závoj blanitý, zanechávající dobře vyvinutý, bílý, vytrvalý límeček, který se často zbarví do modra a brzy bývá poprášen purpurově hnědými výtrusy.
- Výtrusy temně purpurově hnědé až fialově hnědé, subelipsoidní, 11,5–17 × 8–11 mikrometrů. Bazidie se 2 až 3, většinou 4 výtrusy. Pleurocystidy téměř hruškovité, někdy zdobené krystalky, 18–30 × 6–13 mikrometrů. Cheilocystidy vřetenovité s tupým až téměř hlavičkovitým vrcholem, někdy téměř lahvovité, 17–32 × 6–10 mikrometrů, s úzkým krčkem, širokým 3–5 mikrometrů.[1]

## Výskyt
Lysohlávka kubánská je rozšířena ve Střední Americe, severní Jižní Americe, Indii, Indonésii a východní Austrálii. Roste v teplých částech roku na dobře hnojené půdě a na trusu dobytka.

## Kultivace
Tato houba se stala velmi oblíbeným druhem psilocybinových hub pro pěstování v uzavřených prostorách. Její kultivace je totiž poměrně nenáročná.
Jako substrát se nejčastěji používají vařené obilniny (pšenice, žito, proso...), občas také sláma nebo trus či speciální směsi.
V České republice je kultivace hub obsahujících psilocybin nelegální.

## Účinné látky
Množství účinných látek může hodně lišit především podle složení substrátu – důležitým faktorem je obsah tryptofanu. U hub pěstovaných v krytých prostorách bývají obsahy vyšší díky možnosti substrát optimalizovat. V roce 1994 Gratz u divokých hub naměřil tyto hodnoty: 0,63 % psilocybinu, 0,60 % psilocinu a 0,25 % baeocystinu (v sušině). Zajímavou vlastností je, že tato houba umí zpracovávat různé tryptaminy, tím, že je 4-hydroxyluje nebo 4-fosforyloxyluje, a pokud je to možné, tak N-methyluje. To znamená, že obsah účinných látek se zvýší pokud do substrátu přidáme například DMT a je možné tento proces použít i pro výrobu zcela nových látek, například po přidání DET v houbě vznikne 4-HO-DET jako analog psilocinu a 4-PO-DET jako analog psilocybinu.
Navzdory často rozšířenému omylu tato houba sama o sobě neobsahuje žádné hepatotoxiny.

### Dávka
Houby působí jako psychedelikum (popis účinků viz článek psilocybin). Minimální dávka je 0.25g sušených plodnic, běžná dávka je okolo 1g. 3g je už obvykle považováno za vysokou dávku, někdy se ovšem užívají i tak velké dávky jako 8 gramů i více. Známý propagátor lysohlávky kubánské Terence McKenna doporučoval dávku alespoň 5 gramů. Čerstvé houby jsou sice potentnější, ale obsahují velké množství vody, proto má úměrná dávka čerstvých hub přibližně desetkrát větší hmotnost. Množství, které by bylo pro tělo škodlivé je prakticky nestravitelné, je zde ovšem riziko v psychologických účincích, které mohou být nezvladatelné nebo vyvolat latentní psychické poruchy.
Nebezpečná může být kombinace s MAOI, které účinky zesílí a prodlouží.

## Využití
V experimentální psychiatrii se užívají látky izolované z těchto hub, jeví se jako využitelné v boji proti depresi nebo pro zmírnění strachu pacientů trpících nevyléčitelnými smrtelnými chorobami. Houba samotná se pak nelegálně používá jako psychedelická droga. Na rozdíl od některých jiných druhů psilocybinových hub, u tohoto druhu nikdy nebylo zjištěno rozsáhlé rituální užívání.

## Odrůdy
Díky svému širokému rozšíření po světě a časté kultivaci existuje mnoho variant a kultivarů tohoto druhu.. Mezi známější varianty patří například:
- B+ – Hybridní varianta neznámého původu některými znaky připomínající lysohlávku azurově modrající. Má nadprůměrně velké plodnice a je schopná růst v různých podmínkách.
- Ekvádor – Původem z vysokohorských oblastech v Andách. Je to varianta tolerantní k podmínkám růstu v krytých prostorách a tudíž oblíbená pro kultivaci.
- Golden Teacher (zlatý učitel) – Název odvozen od zlatavých klobouků. Vytváří nadprůměrně velké plodnice. Růst je spíše pomalejší.
- Kambodža – Varianta pocházející z oblasti okolo chrámu Angkor Vat.
- Tasmánie – Název odvozen od původu. Rychle rostoucí varianta. Tvoří větší množství spíše menších plodnic.
- Mexiko – Varianta z jižního Mexika. Třeň je nadprůměrně dlouhý (8 až 19 cm) a klobouk světlejší. Jedná se o často kultivovanou variantu.
- Orissa – Odrůda z Indie, kde roste na sloním trusu. Její plodnice jsou extrémně velké a mycelium schopné bojovat proti některým plísním.
- Redboy – Velmi vzácná odrůda, ovšem výrazná svou charakteristickou anomálií – červenými sporami.

Podle zkušenějších uživatelů je možné rozlišit odrůdy i podle jejich psychotropních účinků, ale to je zatím vědecky spíše neprůkazné.